# Ladislav Zrubec
Ladislav Zrubec (Laco; Nagysurány, 1931. október 4. – Nyitra, 2011. február 24.) szlovák író, újságíró és színházi forgatókönyvíró.

## Élete
Az érsekújvári kereskedelmi akadémián tanult, majd Aranyosmaróton érettségizett. 1961-től az egyik nyitrai színház művészeti vezetője. 1961-1964 színházi rendezői levelező szakot végzett a pozsonyi Népművelési Intézetben. A Roľnícke noviny (1967–1971) folyóirat, a Sloboda és a Život (1972–1996) hetilap belső, illetve a Slovenská republika napilap külső munkatársa volt. A szlovák történelem személyiségeivel foglalkozott. A nyitrai irodalmi almanachok kiadásában is részt vett.
A Szlovák Írok Társaságának tagja, a Matica slovenská tiszteletbeli tagja volt. A nagysurányi temetőben nyugszik.

## Elismerései
- 1998 Nyitra díszpolgára
- 2000 Cirill és Metód arany emlékérem (Matica slovenská)
- 2006 Egon Erwin Kisch-díj
- Nagysurány díja

## Művei
- 1962 Rozbité okná
- 1968/1998 Šurany
- 1972 Rozvod
- 1986 Poklady zeme
- 1990/2006 Gýmešský hárem
- 1991/2005 Žofia Bosniaková
- 1991 Osobnosti našej minulosti
- 1994 Prvý známy bol Pribina
- 1995 Staronitrianske tragédie
- 1997 Vykopaná pravda (tsz. Ladislav Ťažký)
- 1997 Radava 1237–1997
- 1998 Starý kocúr
- 1999 Hanba
- 2000/2001 Slávni Slováci sveta
- 2001 Mohamedán z Ďarmôt
- 2001 Meditácie
- 2001 Posledný hriech
- 2002 Zlomený sen
- 2003 Posledný súboj
- 2003 Hrušovské truhlice
- 2003 Kragujevská vzbura
- 2004 Salaše naše
- 2005 Staroslovenské tragédie
- 2005/2010 Ranil tvár ženy
- 2006 Posledná hodina
- 2006 Struny prstov Laca Zrubca
- 2007 Tajomstvo dotykov
- 2008 Kontesa Lia
- 2008 Zomrel dva razy (Petrovič-Petőfi)
- 2010 Posledný hriech
- 2010 Franz List (a jeho najmilšie)
- 2010 Dedinka v údolí
- 2011 Žofia Bosniaková slovom a obrazom
- 2011 Poludnica
- 2016 Poznáš svoj rodokmeň?